# Конституция Болгарии
Конституция Республики Болгарии (болг. Конституция на Република България) — верховный закон Республики Болгарии, который учреждает её государственный строй. Ни один закон, указ президента или любой другой нормативный или административный акт не может противоречить ей. Согласно ст. 5 ал. 3 Конституции Республики Болгарии законы и иные нормативные, и административные акты в Болгарии не обладают «обратной силой» — никто не может быть осужден за какие-либо деяния или за бездействие, которые во время их совершения не составляли преступления по действующим законам.
Сообразность законов и иных нормативных и административных актов с конституцией определяется Конституционным судом Республики Болгарии.
Только Великое народное собрание Болгарии обладает полномочиями обсуждать и принимать новую конституцию. Правки в действующей конституции может принимать и обыкновенное Народное собрание, но только если в трёх последовательных голосованиях, проведенных в три разных дня, наберётся не менее 3/4 голосов «за».

## Действующая конституция
Действующая конституция принята 7-м Великим народным собранием Болгарии 12 июля 1991 года.
| Глава І    | Основные начала                                                |
| Глава ІІ   | Основные права и обязанности граждан                           |
| Глава ІІІ  | Народное собрание                                              |
| Глава IV   | Президент республики                                           |
| Глава V    | Совет министров                                                |
| Глава VI   | Судебная власть                                                |
| Глава VII  | Местное самоуправление и местная администрация                 |
| Глава VIII | Конституционный суд                                            |
| Глава IX   | Изменение и дополнение конституции. Принятие новой конституции |
| Глава Х    | Герб, Печать, Флаг, Гимн, Столица                              |

Полный текст действующей конституции Болгарии (болг.)

## Предыдущие болгарские конституции

### Тырновская конституция (1879—1911)
Первая конституция страны — Конституция на Българското Княжество — принята 16 апреля 1879 года в городе Велико-Тырново.

### «Серебряная» конституция (1911—1947)

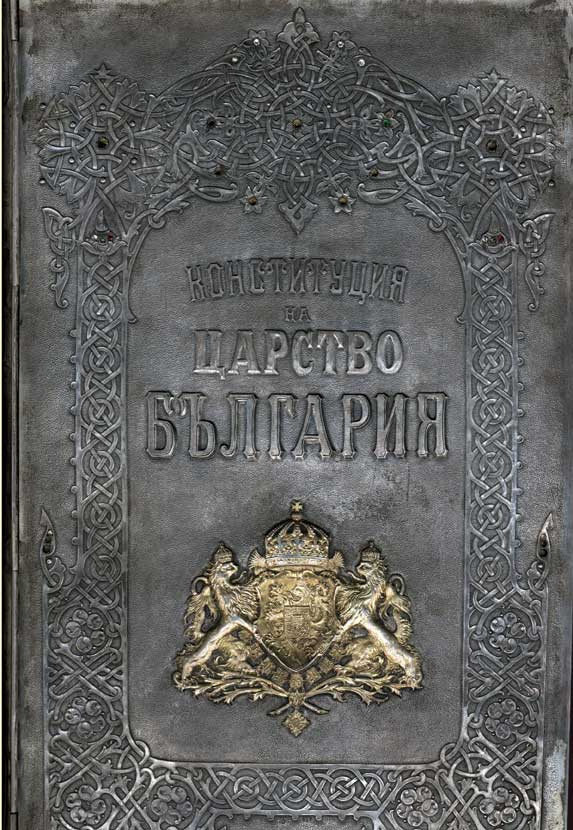
Оковка «Серебряной» болгарской конституции

В 1911 году 5-е Великое народное собрание Болгарии сделало целостную редакцию Тырновской конституции, в соответствие с новым правовым и международным статусом болгарского государства, которое после 22 сентября 1908 года — дня объявления независимости страны — из «Княжества Болгария» стало «Царством Болгария». В соответствие с этом изменении слова «княжество» и «князь» в Тырновской конституции везде, включая и в её название, были изменены на «царство» и «цар». Болгарский монарх получил более широкие полномочия. Мандат болгарского парламента стал 4-летний. Позже эта конституция была названа «серебряной» по серебряной оковке её первого официального издания.

### Димитровская конституция (1947—1971)
9 сентября 1944 года в Болгарии произошла социалистическая революция и до 10 ноября 1989 года страна развивалась по социалистическому пути. 4 декабря 1947 года 6-е Великое народное собрание утвердило «Конституцию Народной республики Болгарии» . Позже она была названа «Димитровской» в честь её основного составителя — болгарского коммуниста Георгия Димитрова.

### Живковская конституция (1971—1991)
18 мая 1971 года 31-е Народное собрание голосовало за «Конституцию Народной республики Болгарии», которая существенно отличалась от «Димитровской» несмотря на то, что название осталось неизменным. Позже эта конституция была названа «Живковской» по имени человека, который 31 год возглавлял коммунистическую Болгарию — Тодор Живков.